# Elena Săcălici
Elena Săcălici-Petroşanu (Huedin, 18 luglio 1935 – 1º ottobre 1959) è stata una ginnasta rumena.

## Palmarès

### Olimpiadi
- 1 medaglia:
  - 1 bronzo (Melbourne 1956 a squadre)

### Mondiali
- 1 medaglia:
  - 1 bronzo (Mosca 1958 a squadre)